# Karta Svitu
KARTA SVITU — український рок-гурт, створений 2020 року в Києві. Лідером та вокалістом гурту є Іван Марунич. Лауреати Національної музичної премії YUNA (2023).

## Історія

### 2020
Влітку 2020 року, під час онлайн-фестивалю «Бандерштат» у Києві, гурт Івана Марунича представив новий музичний проєкт. Гурт, який на той момент ще не мав назви, зіграв півгодинний сет з 9 пісень. Після цього команда почала студійну роботу: почався запис перших пісень з саундпродюсером Артуром Данієляном.

### 2021
1 січня в соцмережах оголошено назву гурту — «KARTA SVITU». За словами Івана Марунича, вона йому наснилася після гастролей. А вже 5 січня гурт виклав першу пісню «Свято». 18 березня гурт представив дебютний радіосингл «Квартира». Пісня потрапила в ротацію українських радіостанцій. У червні KARTA SVITU виступила в прямому ефірі музичного телеканалу М2 в шоу «Хіт-конвеєр» з піснею «Ліхтарі». Членкиня журі Олена Мозгова відзначила композицію словами «пісня світла, написана від душі, видно, що це не кон'юнктура, і тому це прекрасно». Ведуча Злата Огнєвіч нагадала, що Іван Марунич ще й відомий блогер.
26 червня Іван Марунич виклав у соцмережі жартівливу пісню-звернення до мера Києва Віталія Кличка під назвою «Одного дня я стану мером». Наступного дня мер Києва відповів Івану в коментарях, виклавши римовану відповідь. Через декілька тижнів опубліковано студійну версію синглу з заміксованим голосом Кличка. 5 і 6 липня 2021 гурт KARTA SVITU виступив на головній сцені фестивалю Atlas Weekend із піснями «Премія» і «Подивись!». Того ж місяця треки з'явилися на стримінгових майданчиках. 30 вересня в Києві гурт KARTA SVITU зіграв перший сольний концерт. Під час виконання пісні «Одного дня я стану мером» неочікувано для публіки й музикантів на сцену вийшов Віталій Кличко і наживо зачитав рядки з пісні..

### 2022
На початку широкомасштабної війни Росії проти України гурт випустив декілька пісень, присвячених сучасним подіям, зокрема, пісні «Крила», «Вона лягає спати», а також композицію «Старий поштар». А пісня «Пес Патрон», яка з'явилася влітку під час благодійних концертів, невдовзі стала вірусних хітом в тіктоку, і набрала в ютюбі понад 6 мільйонів переглядів. 29 вересня 2022 року гурт зіграв у Києві сольний благодійний концерт з програмою «Двадцять дві пісні», відзначивши дворіччя творчості.

### 2023
У новорічну ніч 2023 гурт взяв участь у концерті «Єдині. У Новий рік разом», що транслювався в рамках національного марафону. Виступ KARTA SVITU був в ефірі перед Новорічним виступом Президента України. А вже 7 січня 2023 вийшла перша серія мультфільму «Пес Патрон», де головним саундтреком є однойменна пісня гурту. 18 квітня 2023 гурт став переможцем Національної музичної премії YUNA. 16 червня гурт виступив наживо на врученні YUNA 2023 та отримав статуетку за пісню "Пес Патрон", як однієї з "12 найкращих пісень незламності". У серпні KARTA SVITU виступили на фестивалі Чорноморські Ігри. А 24 серпня на День Незалежності України відбулася премʼєра першої пісні з симфонічним оркестром "Твій неймовірний шлях". Восени 2023 року пісня "Пес Патрон" повторно завірусилася у соцмережах. Користувачі записали декілька сотень кавер-версій з текстом пісні на музику світових хітів. 1 грудня 2023 гурт презентував кліп на пісню "Батіна тачка".

### 2024
Навесні 2024 року пісня «Хто тримає цей район?» став саундтреком документального фільму Антона Птушкіна «Ми, наші улюбленці та війна». 3 травня 2024 року гурт оприлюднив першу частину альбому «Простір важливих речей». Презентація відбулася у Києві 10 травня 2024 у Bel Etage Music Hall. Також команда виступила на фестивалях "V'YAVA", "Країна Мрій" та "Atlas United 2024". Друга частина альбому "Простір важливих речей" вийшла 16 серпня 2024 року. В перші хвилини релізу пісні з альбому одночасно пролунали на трьох десятках радіостанцій в рамках флешмобу "З кожної праски!". 9 грудня Іван Марунич виступив з Національним президентським оркестром на Різдвяному концерті переможців премії YUNA.
27 грудня 2024 в ефір вийшла телеверсія першого концертного шоу KARTA SVITU "Простір важливих речей".

### 2025
Навесні 2025 року вийшов трек "Карна", присвячений однойменному батальйону Нацгвардії України. Влітку вийшов сингл "Manicure", який набирає популярність у TikTok.

## Альбоми та сингли
- Альбом: "Простір важливих речей" (2024).

Side A:
1. Крила
2. Вже сьогодні
3. Луна
4. Вона лягає спати
5. Jump!!
6. Картка
7. Поштар
8. Твій неймовірний шлях
9. Порошок

Side B:
1. Премія
2. Батіна тачка
3. Подивись!
4. Немов птахи
5. Хто тримає цей район?
6. Одного дня я стану мером
7. Квартира
8. Свято
9. З кожної праски!

- Сингли: "Пес Патрон" (2022), "Карна" (2025), "Manicure" (2025).

## Відеографія
| Рік  | Назва                          | Посилання | Режисер           |
| ---- | ------------------------------ | --------- | ----------------- |
| 2021 | «Квартира»                     | відео     | Мітя Шмурак       |
| 2022 | «Пес Патрон»                   | відео     | Світлана Гребенюк |
| 2023 | «Твій неймовірний шлях»        | відео     | Ілля Михайлусь    |
| 2023 | «Батіна тачка»                 | відео     | Ілля Михайлусь    |
| 2024 | «Простір важливих речей» (шоу) | відео     | Тім Аврамчук      |
| 2025 | «Карна»                        | відео     | Андрій Корень     |